# Mallard Peak
Mallard Peak är en bergstopp i Kanada.   Den ligger på gränsen mellan Alberta och British Columbia, i den västra delen av landet, 3 200 km väster om huvudstaden Ottawa. Toppen på Mallard Peak är 2 848 meter över havet, eller 808 meter över den omgivande terrängen. Bredden vid basen är 8,8 km.
Terrängen runt Mallard Peak är bergig åt sydost, men åt nordväst är den kuperad. Trakten runt Mallard Peak är nära nog obefolkad, med mindre än två invånare per kvadratkilometer.. Det finns inga samhällen i närheten. 
Trakten runt Mallard Peak består i huvudsak av gräsmarker.